# Masombika
À Madagascar au XIXe siècle, « Masombika » est un terme servant à désigner les esclaves introduits depuis l'Afrique de l'Est, principalement à partir de 1817. Leur nombre était estimé à entre 300 000 et 450 000. Le terme est issu d'une déformation de « Mozambique ». Un autre nom est Makoa.
L'abolition de l'esclavage est proclamée en 1877, mais la libération (définitive) d'environ 500 000 esclaves date seulement de 1896.